# Karl Roemer
Karl Josef Roemer (Völklingen, 30 december 1899 - Luxemburg, 21 december 1984) was een Duits jurist. Van 1953 tot 1973 was hij advocaat-generaal bij het Hof van Justitie van de Europese Gemeenschappen.
Roemer studeerde politieke economie en rechtsgeleerdheid in Keulen, München, Freiburg en Bonn en werd in 1932 eerst Gerichtsassessor en vervolgens rechter in Keulen. Van 1933 tot 1937 werkte hij voor de Deutsche Industriebank, waarna hij tot 1946 advocaat was aan de balie van Berlijn. Na de Tweede Wereldoorlog trad Roemer op als verdediger bij de Processen van Neurenberg. Van 1947 tot 1952 behartigde hij de Duitse belangen bij de geallieerden en andere buitenlandse autoriteiten en rechterlijke instanties, en adviseerde hij (vanaf 1949) de Duitse bondsregering over onder meer het internationaal recht. Op 29 december 1952 verklaarden de regeringen van de lidstaten van de Europese Gemeenschap voor Kolen en Staal zich akkoord met het besluit van de bondsregering om Roemer te benoemen tot advocaat-generaal bij het Hof van Justitie van de EGKS. Hij zou deze functie uiteindelijk twintig jaar bekleden, van 1953 tot 1973. Daarbij nam hij onder meer conclusie bij het standaardarrest Van Gend en Loos, waar hij het Hof (tevergeefs) adviseerde geen rechtstreekse werking toe te kennen aan artikel 12 van het EG-Verdrag, en introduceerde hij met zijn conclusie in de zaak Zuckerfabrik Schöppenstadt/Raad het principe van "wertende Rechtsvergleichung" in de rechtspraak van het Hof van Justitie, inhoudende dat men bij het zoeken naar "algemene beginselen welke de rechtsstelsels der Lid-Staten gemeen hebben" niet kijkt naar het gemeenschappelijk minimum, maar naar die rechtsstelsels die het meest in overeenstemming zijn met de doeleinden van de Gemeenschapsverdragen en de bijzonderheden van de structuur van de gemeenschap. Roemer overleed op 21 december 1984 op 84-jarige leeftijd.